# Michael O’Kennedy
Michael O’Kennedy, irl. Micheál Ó Cinnéide (ur. 21 lutego 1936 w Nenagh, zm. 15 kwietnia 2022 w Dublinie) – irlandzki polityk i prawnik, działacz Fianna Fáil, parlamentarzysta (członek Dáil Éireann oraz senator), wielokrotny członek irlandzkich rządów jako minister bez teki (1972–1973), transportu, turystyki i sportu (1973), spraw zagranicznych (1977–1979), finansów (1979–1980), służb publicznych (1979–1980) rolnictwa (1987–1991) i pracy (1991–1992), od 1981 do 1982 członek Komisji Europejskiej.

## Życiorys
Urodził się 21 lutego 1936. Przez kilkanaście miesięcy uczył się w seminarium duchownym, które porzucił. Ukończył następnie studia na University College Dublin. W 1961 uzyskał uprawnienia prawnicze, podjął praktykę w zawodzie barristera.
Swoją karierę polityczną związał z Fianna Fáil. W 1965 bez powodzenia ubiegał się o mandat posła do Dáil Éireann. Od tegoż roku do 1969 był członkiem Seanad Éireann XI kadencji jako przedstawiciel panelu kulturalno-oświatowego. W 1969 uzyskał mandat posła do niższej izby irlandzkiego parlamentu z okręgu Tipperary North, zasiadał w niej nieprzerwanie do 1981 w okresie XIX, XX i XXI kadencji.
W latach 1970–1973 pełnił funkcję parlamentarnego sekretarza przy ministrze edukacji. W rządzie Jacka Lyncha 18 grudnia 1972 został ministrem bez teki. Od 3 stycznia 1973, kiedy to zastąpił Briana Lenihana, do 14 marca tegoż roku pełnił natomiast funkcję ministra transportu i energii (zastąpił go następnie Peter Barry). Sprawował urząd ministra spraw zagranicznych u tego samego premiera od 5 lipca 1977 (gdy zastąpił Garreta FitzGeralda) do 11 grudnia 1979 (gdy jego następcą został Brian Lenihan). 12 grudnia 1979 wszedł w skład gabinetu Charlesa Haugheya, zastąpił George’a Colleya na stanowiskach ministra służb publicznych oraz ministra finansów. Pierwszą z tych funkcji pełnił do 24 marca 1980, a drugą do 16 grudnia 1980; obie przejął po nim Gene Fitzgerald. W rządzie tym został też ministrem planowania gospodarczego i rozwoju (21 stycznia 1980 departament ten przekształcono w departament energii, a następnie dnia Michael O’Kennedy przestał pełnić tę funkcję).
W latach 1981–1982 wchodził w skład Komisji Europejskiej kierowanej przez Gastona Thorna. Od 1982 do 1992 ponownie był posłem z okręgu Tipperary North (XXIII, XXIV, XXV i XXVI kadencji). Wszedł w skład trzeciego rządu Charlesa Haugheya – od 10 marca 1987 został ministrem rolnictwa (w miejsce Austina Deasy’ego), od 31 marca pracował jako minister rolnictwa i żywności. Zajmował to stanowisko do 14 listopada 1991, gdy urząd ten objął Michael Woods. Przeszedł wówczas na stanowisko ministra pracy, zastępując Bertiego Aherna; funkcję ministerialną pełnił do 11 lutego 1992, kiedy został zmieniony przez Briana Cowena.
W 1992 nie utrzymał mandatu poselskiego. W latach 1993–1997 był senatorem XX kadencji z ramienia panelu administracyjnego, a w latach 1997–2002 wchodził do izby niższej parlamentu XXVIII kadencji. W 1997 ubiegał się o nominację swojej partii w wyborach prezydenckich. Po odejściu z polityki powrócił do praktyki prawniczej. Był też dyrektorem kompanii WRC Promotions i dyrektorem finansowym w Hansard Europe. Zmarł 15 kwietnia 2022 w Dublinie.